# 胡瞻塘墓
胡瞻塘墓，是位于中国浙江省玉环市龙溪镇渡头村官井头的墓葬，是玉环市文物保护单位之一。

## 特点
明朝嘉靖四十年，倭寇进犯梅岩（梅岙），被戚继光部胡瞻塘截杀，胡瞻塘在漩门港外抗倭时战死，遗体漂浮至渡头，被当地百姓葬于该地。诰封武略将军、从五品。墓碑上刻“皇明诰封武略将军瞻塘胡公墓”，墓已经下沉，墓碑保留完好。1986年，列为玉环县级重点文物保护单位。